# Degerfors község
Degerfors  község (svédül: Degerfors kommun) Svédország 290 községének egyike. 
A mai község 1967-ben jött létre.

## Települései
A községben 5 település található:
| Település               | Népesség | Megjegyzés         |
| ----------------------- | -------- | ------------------ |
| Degerfors               |          | a község székhelye |
| Svartå                  |          |                    |
| Åorp                    |          |                    |
| Strömtorp               |          |                    |
| Knutsbol-Södra Östervik |          |                    |

### Külső hivatkozások
- Hivatalos honlap